# Arroz con leche (álbum)
Arroz con leche es el primer álbum de estudio de la banda mexicana Panda. Fue editado en marzo del año 2000 por Movic Records.

## Detalles
Se lanzaron tres videoclips de las siguientes canciones para promocionar el álbum "Buen Día", "Te Invito a Mi Fiesta" y "Si Supieras". El álbum no tuvo mucho reconocimiento sin embargo, tras el éxito de su segundo disco La revancha del príncipe charro se reeditó Arroz con Leche con un VCD interactivo y un nuevo arte.

## Lista de canciones
| N.º   | Título                  | Duración |  |
| 1.    | «El Elías»              | 2:37     |  |
| 2.    | «Tanto»                 | 3:05     |  |
| 3.    | «Miércoles»             | 2:57     |  |
| 4.    | «En el Vaticano»        | 3:56     |  |
| 5.    | «Sunny Blue»            | 3:01     |  |
| 6.    | «Buen Día»              | 3:18     |  |
| 7.    | «Sweater Geek»          | 3:41     |  |
| 8.    | «Si Supieras»           | 4:12     |  |
| 9.    | «El Gran McGee»         | 3:08     |  |
| 10.   | «Muñeca»                | 4:17     |  |
| 11.   | «Gripa Y Mundial»       | 3:21     |  |
| 12.   | «Te Invito a Mi Fiesta» | 2:39     |  |
| 38:12 |                         |          |  |

## Personal
- José Madero - Voz, guitarra
- Jorge Garza - Guitarra líder, coros
- Ricardo Treviño - Bajo, Coros
- Jorge Vasquez - Batería, Coros
- Francisco Lobo - Productor
- Alan Mason - Productor
- Adrián Treviño - Técnico de Grabación

Todas las Letras por:
- José Madero